# Lei de Tolerância (Suécia)
A Lei da Tolerância ( em sueco:  Toleransediktet ) foi uma lei sueca, promulgada por Gustavo III da Suécia em 24 de janeiro de 1781. Garantiu a liberdade religiosa e plenos direitos de cidadão para todos os imigrantes cristãos e estrangeiros residentes na Suécia.

## Pano de fundo
Desde o Sínodo de Uppsala de 1593, o luteranismo era oficialmente a única religião permitida na Suécia, embora as embaixadas estrangeiras tivessem dispensado, bem como outros estrangeiros que residissem temporariamente no país. A Lei da Tolerância foi introduzida em linha com os ideais da Era do Iluminismo. Havia também uma motivação econômica, nomeadamente, que a tolerância religiosa tornaria mais fácil para os estrangeiros trabalharem na Suécia. Este foi o ponto de vista de Anders Chydenius quando apresentou a sua moção sobre a questão no Riksdag de 1779.  “Tocado pelos infortúnios dos meus concidadãos e sensível ao crescimento e à força do meu país natal, expressei os meus pensamentos”, disse ele. “Os preconceitos que procuram exterminar os aldeões pela força da consciência e da perseguição estão, graças a Deus, há muito dissipados.” De acordo com Chydenius, a liberdade religiosa não precisava representar uma ameaça à fé luterana. Ele citou vários exemplos que teriam um efeito tranquilizador: “A Dinamarca não é judia, embora essas pessoas infelizes vivam em paz e visitem as suas sinagogas em público”. 
O clero rejeitou a proposta no Riksdag dos Estados, mas a questão foi resolvida com a aprovação dos outros três estados. 
De acordo com a lei, os imigrantes cristãos deveriam ter práticas religiosas livres e irrestritas e direitos civis, mas não direitos políticos plenos. Foi-lhes também garantido o direito de criar os filhos na sua fé. No entanto, foi negado aos imigrantes o acesso a cargos públicos e direitos parlamentares. Nem foram autorizados a realizar procissões públicas, estabelecer escolas públicas ou mosteiros, ou envolver-se em qualquer tipo de proselitismo. Nenhum monge foi autorizado a entrar no país, "de qualquer religião ou seita que sejam". 
Qualquer pessoa que insultasse o culto de estrangeiros ou blasfemasse contra as suas doutrinas e práticas seria punida com multa. Se os padres da igreja estatal fossem chamados a visitar imigrantes doentes, não lhes era permitido perturbar as suas consciências com disputas e controvérsias religiosas. 
A nova lei rendeu a Gustavo III uma carta de agradecimento do Papa Pio VI, e o rei respondeu expressando a sua alegria por ter conquistado a aprovação de um governante tão esclarecido. 
A lei foi seguida em 1782 pelo Judereglementet (“Os Regulamentos Judaicos”), que garantia a liberdade religiosa especificamente para os imigrantes judeus. Esta legislação foi um passo em direção à plena liberdade religiosa na Suécia. No entanto, aplicava-se apenas a imigrantes e estrangeiros, enquanto os cidadãos luteranos suecos ainda estavam restringidos na sua prática religiosa pela Lei do Conventículo ( konventikelplakatet ).
A Lei da Tolerância foi substituída pelas Leis dos Dissidentes de 1860 e 1873, que tornaram legal para um cidadão sueco deixar a igreja luterana estabelecida e ingressar em outra denominação oficialmente reconhecida, mas a conversão para uma das chamadas comunidades religiosas estrangeiras ainda estava cercada de fortes restrições.
Reformas semelhantes foram feitas em outros lugares da Europa iluminista, como a Patente de Tolerância em 1781 na Áustria de José II, e foram uma ideia fundamental na Constituição dos Estados Unidos. No entanto, a Declaração de Indulgência em 1672 e a Lei de Tolerância em 1689 na Inglaterra tiveram um contexto diferente.
A Lei do Conventículo permaneceu em vigor para os suecos nativos até 1858, o que restringiu completamente a sua liberdade de culto fora da da Igreja da Suécia, cujo estatuto era regulamentado por lei como uma igreja estatal. O ato final foi a lei de 1951, que permitiu total liberdade de consciência ao permitir que os cidadãos renunciassem ou abandonassem uma confissão religiosa sem substituí-la por outra, legalizando assim também formalmente oateísmo .